# Питерс, Дауда
Дауда Питерс (нидерл. Daouda Peeters; родился 26 января 1999 года в Комсар, Гвинея) — бельгийский футболист гвинейского происхождения, полузащитник клуба «Ювентус».

## Клубная карьера
Питерс — воспитанник клубов «Льерс» и «Брюгге». В 2018 году он на правах свободного агента подписал контракт с итальянской «Сампдорией». В начале 2019 года Питерс перешёл в «Ювентус». Сумма трансфера составила 4 млн евро. Для получения игровой практики Дауда начал выступать за команду дублёров. 29 июля 2020 года в матче против «Кальяри» он дебютировал в итальянской Серии A за основной состав. Дауда стал первым бельгийским футболистом в истории «Ювентуса». В этом же сезоне Питерс стал чемпионом Италии.

## Международная карьера
В 2016 году в составе юношеской сборной Бельгии Питерс принял участие в юношеском чемпионате Европы в Азербайджане. На турнире он сыграл в матчах против команд Шотландии, Азербайджана и Португалии.

## Достижения
Клубные
 «Ювентус»
- Победитель чемпионата Италии — 2019/2020